# 1418 en santé et médecine
| Années de la santé et de la médecine : 1415 - 1416 - 1417 - 1418 - 1419 - 1420 - 1421    |
| Décennies de la santé et de la médecine : 1380 - 1390 - 1400 - 1410 - 1420 - 1430 - 1440 |

Cet article présente les faits marquants de l'année 1418 en santé et médecine.

## Événements
- 5 octobre : Le roi de France Philippe VI de Valois accorde des statuts aux barbiers chirurgiens de Montpellier[1].
- Fondation d'un hôpital au Caire par le sultan Al-Muayyad[2].
- À la demande du pape Martin V, l'évêque de Peremychl confirme la fondation de l'hôpital Sainte-Élisabeth de Lvov en Ukraine[3].
- Nicolas Joliette (fl. 1394-1426), donne ses soins à Marguerite de Bourgogne, duchesse de Guyenne, fille de Jean sans Peur[4].

- 1414[5] ou 1417-1418[6] : une épidémie de danse de Saint-Guy se répand depuis Strasbourg jusqu'en Bavière.

## Personnalités
- 1382-1418 : fl. Valesco de Tarente (es), clerc et médecin portugais, professeur à Bordeaux, auteur d'une Practica, imprimée pour la première fois à Lyon, chez Trechsel, en 1490[7].
- 1394-1418 : fl. Jean Mernen, originaire de Saint-Malo, bachelier en médecine à Montpellier ; sa présence est attestée à la cour de Bretagne de 1404 à 1418 et à celle de Bourgogne en 1412[4].
- 1408-1418 : fl. Guillaume Mathola, chirurgien barbier de l'hôpital du Saint-Esprit à Marseille[8].

## Naissances
- Moshi Ibn Samuel (mort à une date inconnue), médecin juif né à Malaga en Andalousie et établi à Tlemcen[9].
- Entre 1410 et 1418 : Giovanni Marcanova (mort en  1467), professeur de médecine et de philosophie à Padoue et Bologne[10],[11].

## Décès
- Avant le 10 août : Martin Gazel (né en 1353), maître régent à la faculté de médecine de Paris, nommé Premier médecin du roi Charles VI en 1403[12].
- Jean Le Lièvre (né à une date inconnue), professeur de médecine à Paris, médecin de Louis Ier, duc d'Orléans, puis de son fils Charles, et auteur d'un traité sur la saignée[13].